# Fort de Villey-le-Sec
Le fort de Villey-le-Sec est un ouvrage de fortification du XIXe siècle appartenant au système Séré de Rivières de la place forte de Toul, se situant sur le territoire de la commune de Villey-le-Sec, en France. Il s'agit de l'unique exemple d'une enceinte fermée autour d'un village de cette ligne de défense des frontières conçu après la défaite de 1871. Situé en dehors des zones de combat de la Première Guerre mondiale, il est resté quasiment intact.

## Histoire

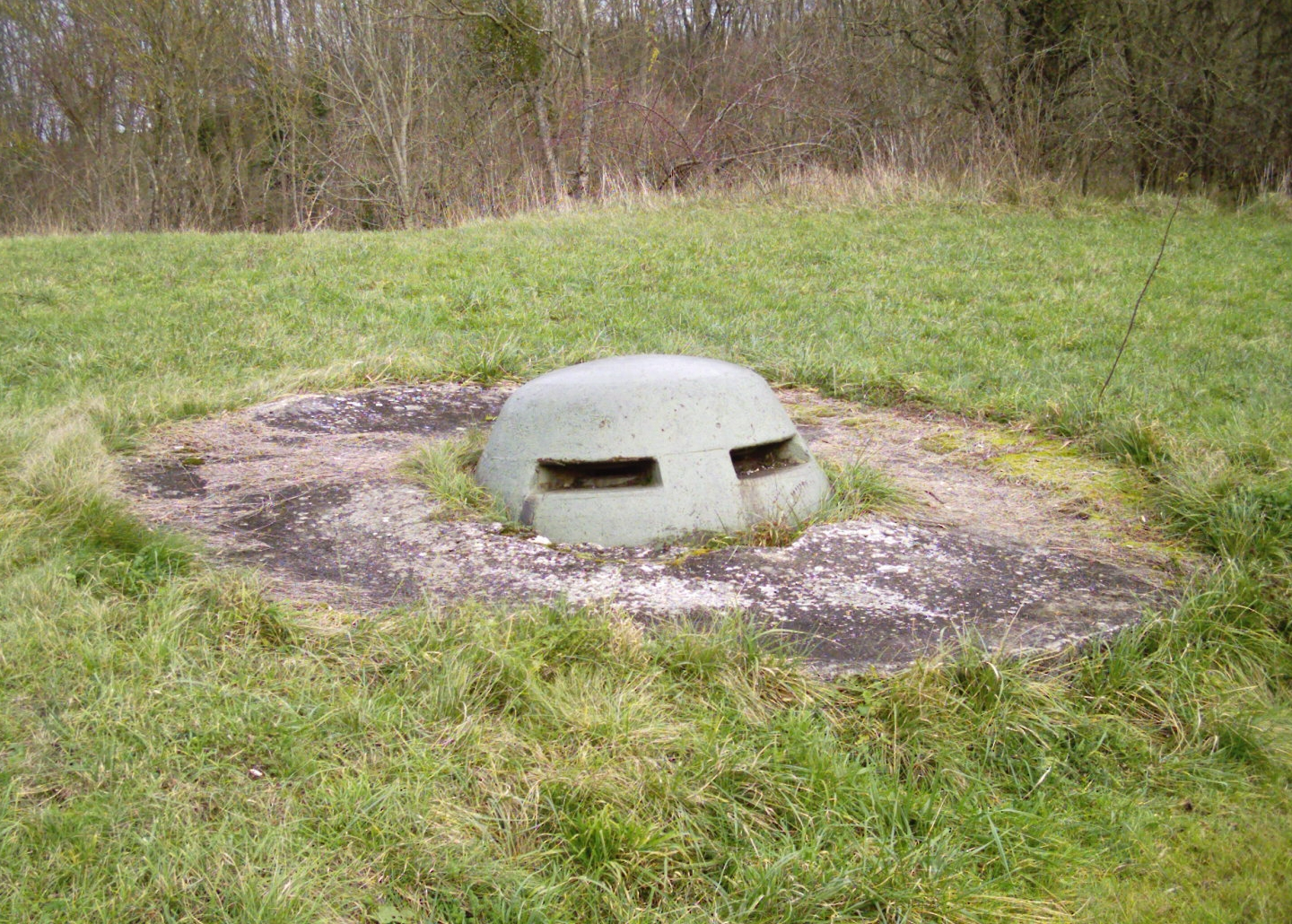
Observatoire de commandement de la batterie cuirassée à proximité du réduit.

Il a été construit de 1875 à 1879 puis modernisé en 1888 puis de 1903 à 1914. S'étendant sur 40 000 m2, il présente un raccourci saisissant de 40 années de fortification.

### Construction
Le camp retranché de Toul venait clore le rideau défensif des Hauts de Meuse. La déclaration d'utilité publique (DUP) du 16 avril 1874 prévoit de le protéger par quatre forts : Écrouves, Domgermain, Saint-Michel et Villey-le-Sec. Le fort de Villey-le-Sec devait verrouiller l'accès sud-est de la ville. Il était placé sur le plateau de Haye, appuyé au sud sur les côtes escarpées creusées par la Moselle. Sa position était initialement prévue 1 000 m plus à l'ouest, sur l'emplacement actuel de la redoute de Chaudeney.
L'étude commença à partir du 5 décembre 1873 et la construction le 26 juillet 1875. Les travaux, confiés à l'entreprise Morel, durèrent quatre ans et nécessitèrent des centaines d'ouvriers. C'est le fort le plus onéreux de la région.
En 1885 la mise au point des obus à mélinite rend obsolète les fortifications en pierre. Il est nécessaire de renforcer le fort de Villey à l'aide de béton et de cuirassements en métal. On estime aussi que l'artillerie n'est plus suffisamment protégée par le fort et on la disperse sur le plateau.
En 1890, on ajouta aussi quatre casernes en béton spécial : dans le réduit, le redan et les deux batteries.
Vers 1900, un champ de tir est créé à Gondreville, en bordure de la forêt de Haye, pour tester les armes du fort. Un autre, dans le bois de l'Embanie, servait de camp d'entraînement pour les militaires.
En 1912, des travaux débutent pour équiper le fort d'une batterie équipée de deux tourelles de 155 mm. Ils sont interrompus par la Première Guerre mondiale.

### Guerre de 1914-1918

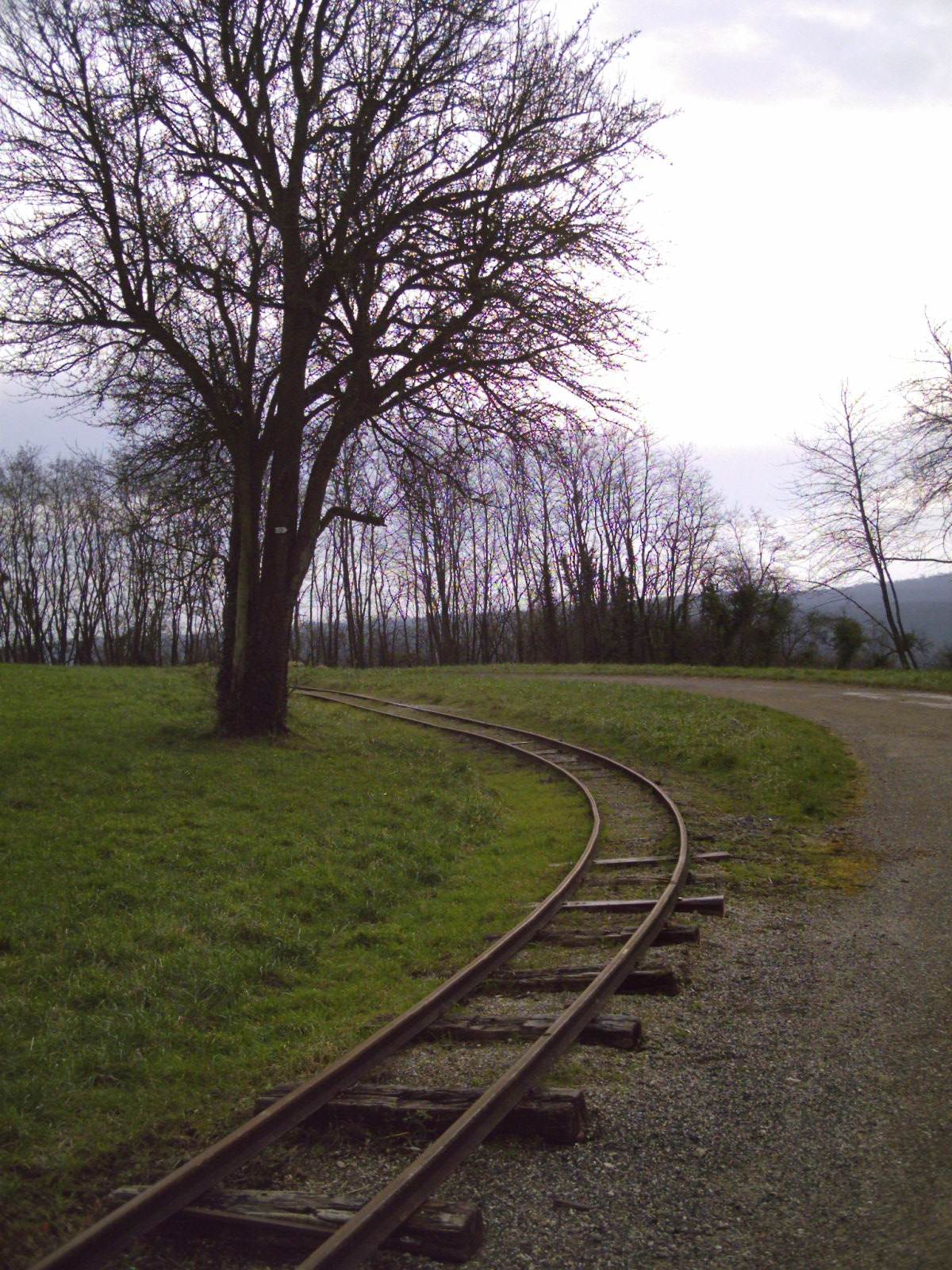
À proximité du fort

Au début de la guerre, après la défaite française à la bataille de Morhange, les troupes allemandes progressent rapidement vers l'ouest. À partir de la mi-septembre, après la bataille du Grand-Couronné de Nancy, la ligne de front se stabilise à quelques dizaines de kilomètres, suivant un axe Saint-Mihiel, Pont-à-Mousson, Nomeny, Moncel-sur-Seille, Arracourt. Elle n'évoluera plus guère dans ce secteur.
La population est évacuée pour ne laisser que la garnison et les hommes indispensables aux travaux des fermes.

### Après guerre
Après le rattachement de l'Alsace-Moselle, le fort perd de son intérêt stratégique. L'armée y installe un gardien de batterie mais n'assure plus d'entretien. Durant la Seconde Guerre mondiale, les éléments métalliques sont récupérés par l'armée allemande.

### Aujourd'hui
Les travaux de l'association La Citadelle ont renouvelé l'intérêt porté au fort. C'est, depuis le 20 juin 1973, un site inscrit au sens de la loi du 2 mai 1930, sur une superficie de 21 hectares. Il est aujourd'hui possible de visiter le fort du 1er mai jusqu'en septembre au cours d'une visite guidée durant environ deux heures. L'association La Citadelle a pour objet la préservation et de la mise en valeur du fort.
Afin d'entretenir les dessus du fort et les 20 hectares du site, l'association a fait appel à des bovins de race highlands.

## Ouvrages du fort
Le village occupant déjà l'emplacement le plus favorable, il fut décidé de construire le fort tout autour pour limiter les délais et les frais qu'auraient entraînés la destruction des habitations et le relogement de leurs occupants. Les habitants s'étaient par ailleurs opposés à cette éventualité car la zone du village est l'un des seuls points de la commune où l'eau est disponible de par la présence d'une couche d'argile qui retient l'eau en surface.

### Réduit

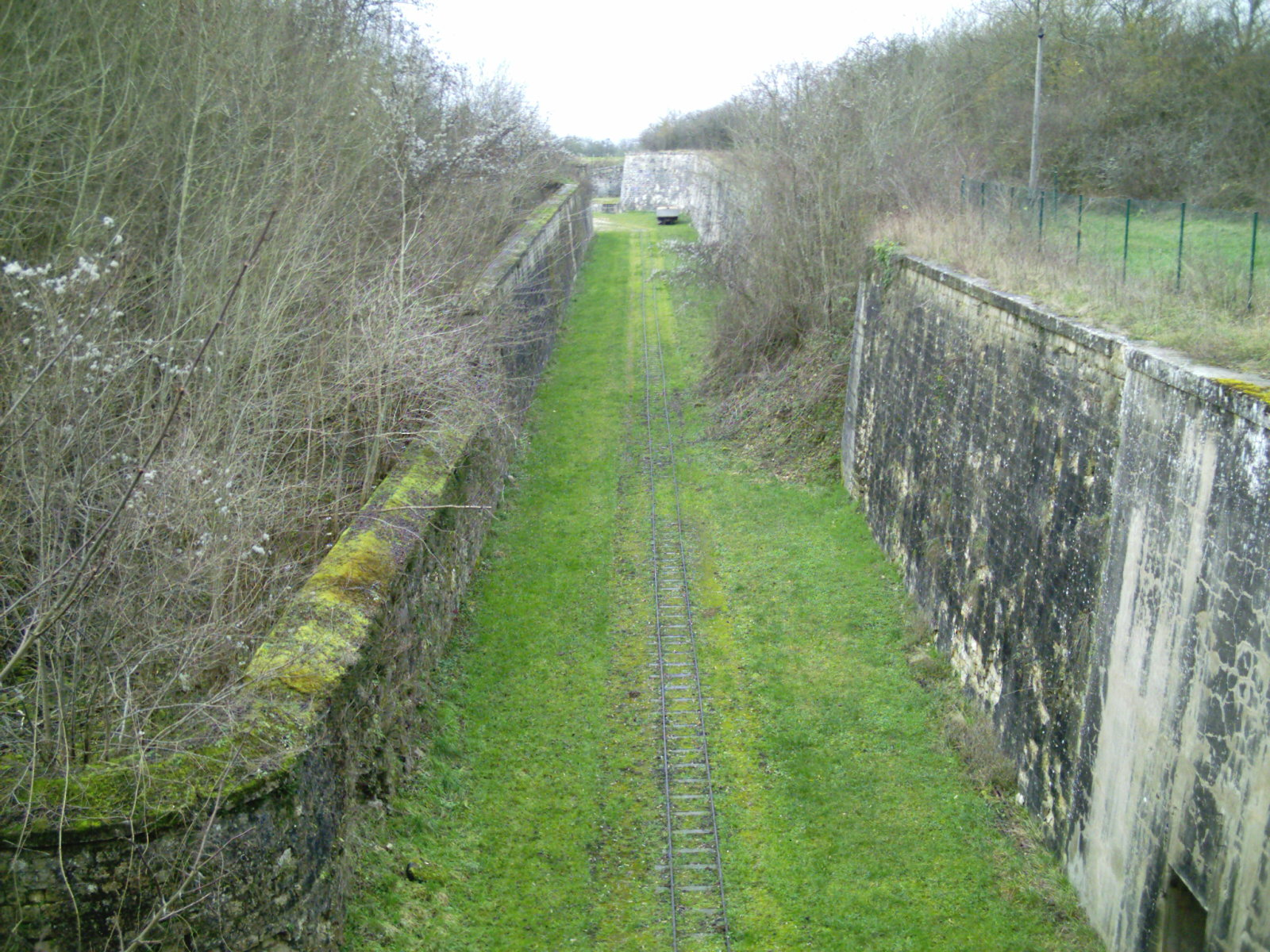
Le fossé du réduit

Construit à l'angle sud-ouest du fort (48° 39′ 29″ N, 5° 58′ 26″ E), le réduit forme un carré de 180 m de côté. C'est un fort à lui seul concentrant l'ensemble des ressources, magasins, casernement. Son plan est similaire au fort de Lucey. Cependant sa modernisation fut différente et modifia considérablement l'aspect de l'ouvrage.
Il s'organise autour d'une coupole Mougin équipée de deux pièces de 155 L, l'une des deux seules tourelles de 155 mm en état de marche avec le fort du Barbonnet. Quatre cours rectangulaires constituent les casernements d'origine. Deux casernes bétonnées ont été construites ; l'une en 1888 en béton spécial, l'autre en 1910 en béton armé, c'est l'entrée actuelle du réduit.
En 1914, une batterie cuirassée pour deux tourelles de 155 mm court était en construction et n'a jamais été achevée.

### Redan
Situé entre les deux batteries nord et sud (48° 39′ 36″ N, 5° 58′ 46″ E) à l'opposé du réduit, il était équipé d'une tourelle de 75 mm et de deux observatoires cuirassés. Un casernement a été ajouté en 1890 sous la tourelle.

### Batterie nord

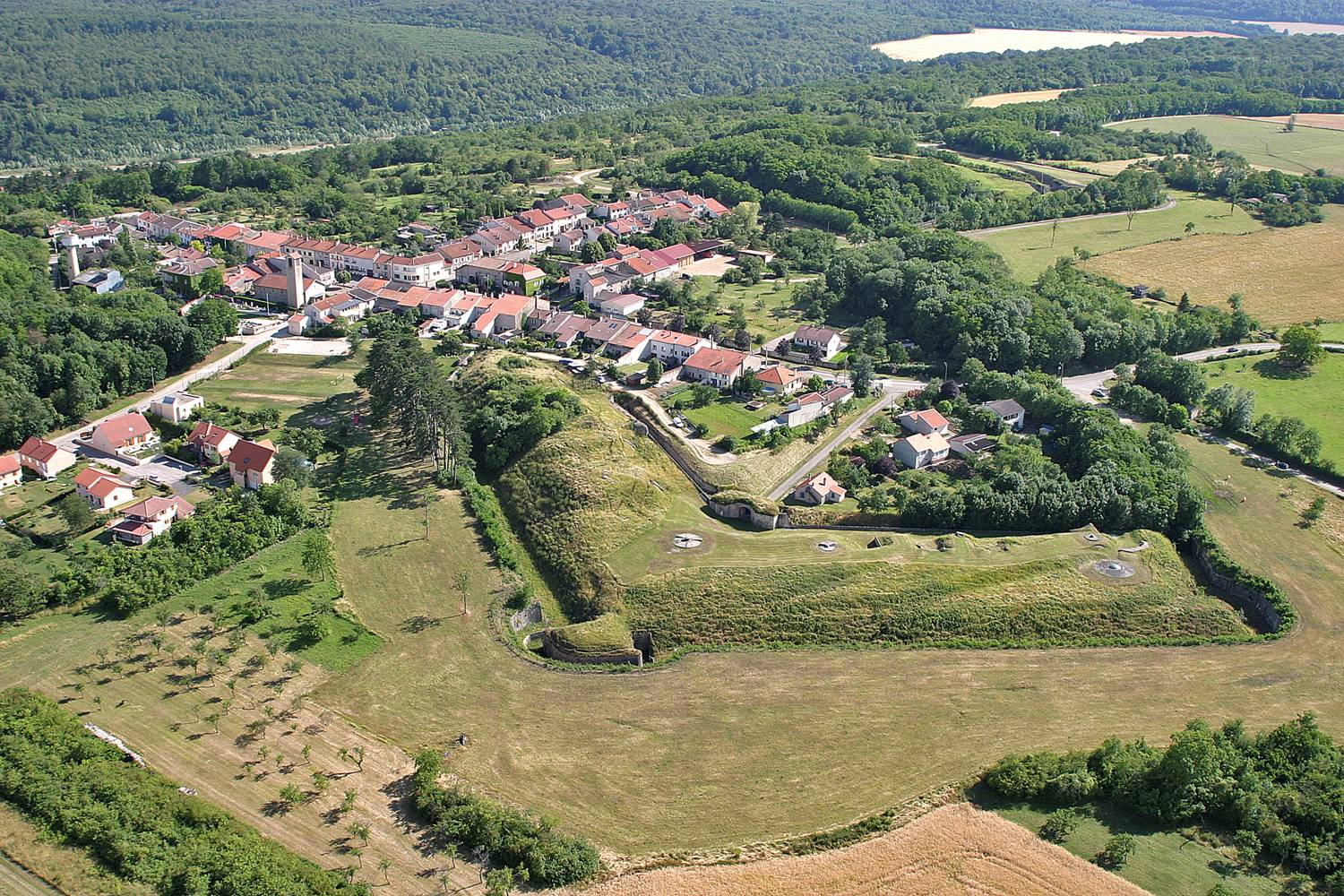
Vue aérienne de la batterie nord et du village

En forme de V, elle possédait une tourelle de 75 mm et une tourelle de mitrailleuse, ainsi que deux observatoires cuirassés. Sa situation (48° 39′ 43″ N, 5° 58′ 38″ E) permettait de contrôler la plaine.
L'entrée est protégée par un pont-levis modèle Pilter. Elle a conservé en outre sa caponnière double.

### Batterie sud
Plus imposante que la batterie nord, elle avait pour vocation de couvrir la route de Maron, de prendre en enfilade la vallée de la Moselle et fait face à la forêt domaniale de Bois l'Évêque (48° 39′ 27″ N, 5° 58′ 47″ E).
Elle n'a pas été renforcée en béton après 1885 et permet donc de découvrir l'architecture initiale des forts de pierre. Il était prévu qu'elle reçoive un canon de 75 mm qui ne sera finalement jamais installé.
L'entrée était équipée d'un pont roulant escamotable latéralement.
La batterie sud a été utilisée par l'École nationale supérieure de géologie appliquée et de prospection minière de Nancy pour stocker une collection de minéraux radioactifs[réf. souhaitée].

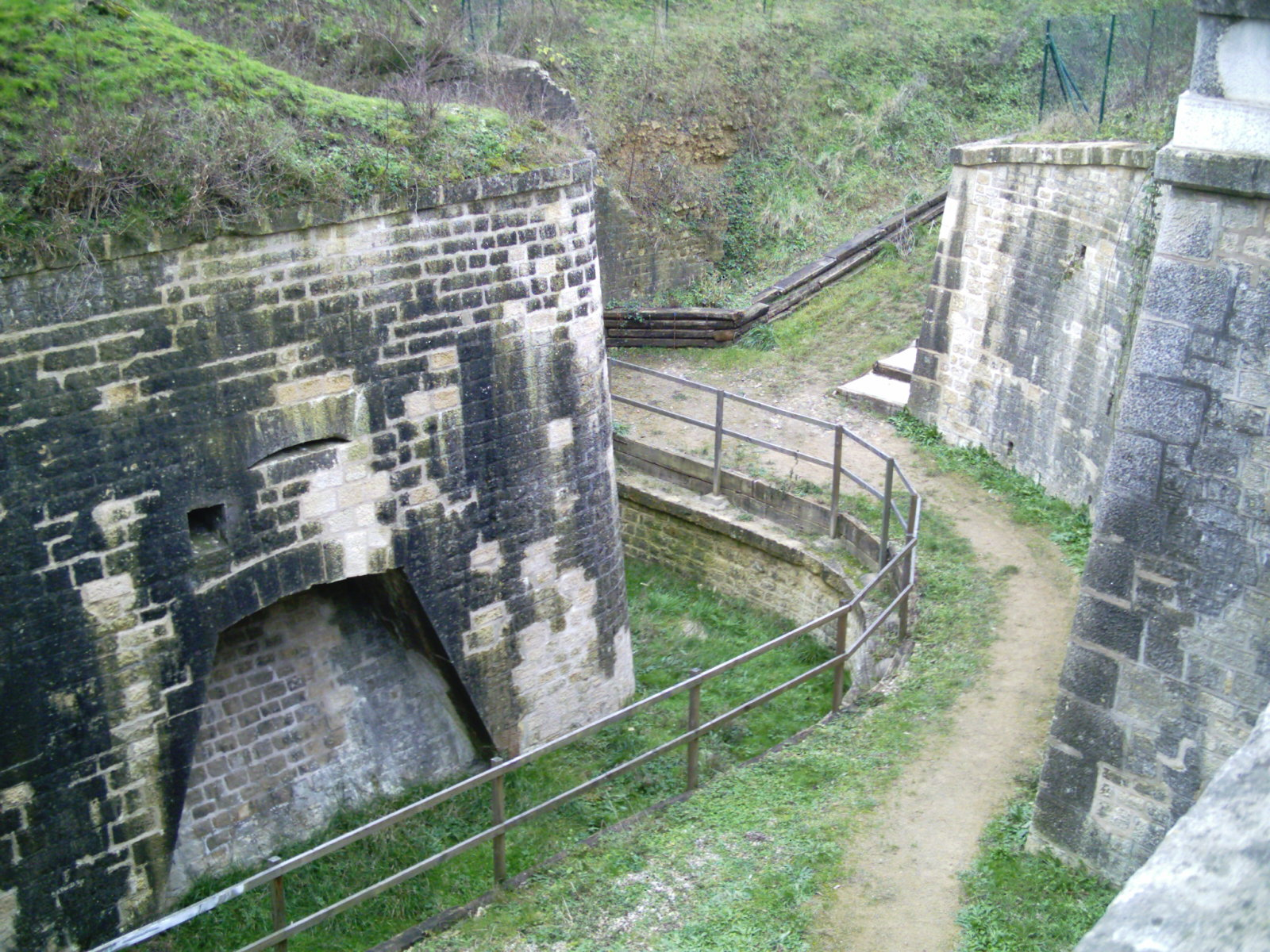
Batterie sud

## Le centre de résistance
Le fort s'inscrivait dans un ensemble d'ouvrages destinés à sécuriser le plateau pour verrouiller l'accès sud-est au camp retranché de Toul.

### Batterie de Chaudeney
Il était prévu quatre batteries sur les arrières de la redoute (48° 39′ 28″ N, 5° 57′ 14″ E). Il semble que seule la batterie numéro 2, 250 m à l'ouest, ait été construite en 1912. Elle était équipée de quatre canons de 155 mm.

### Magasin à poudre de Bois sous roche

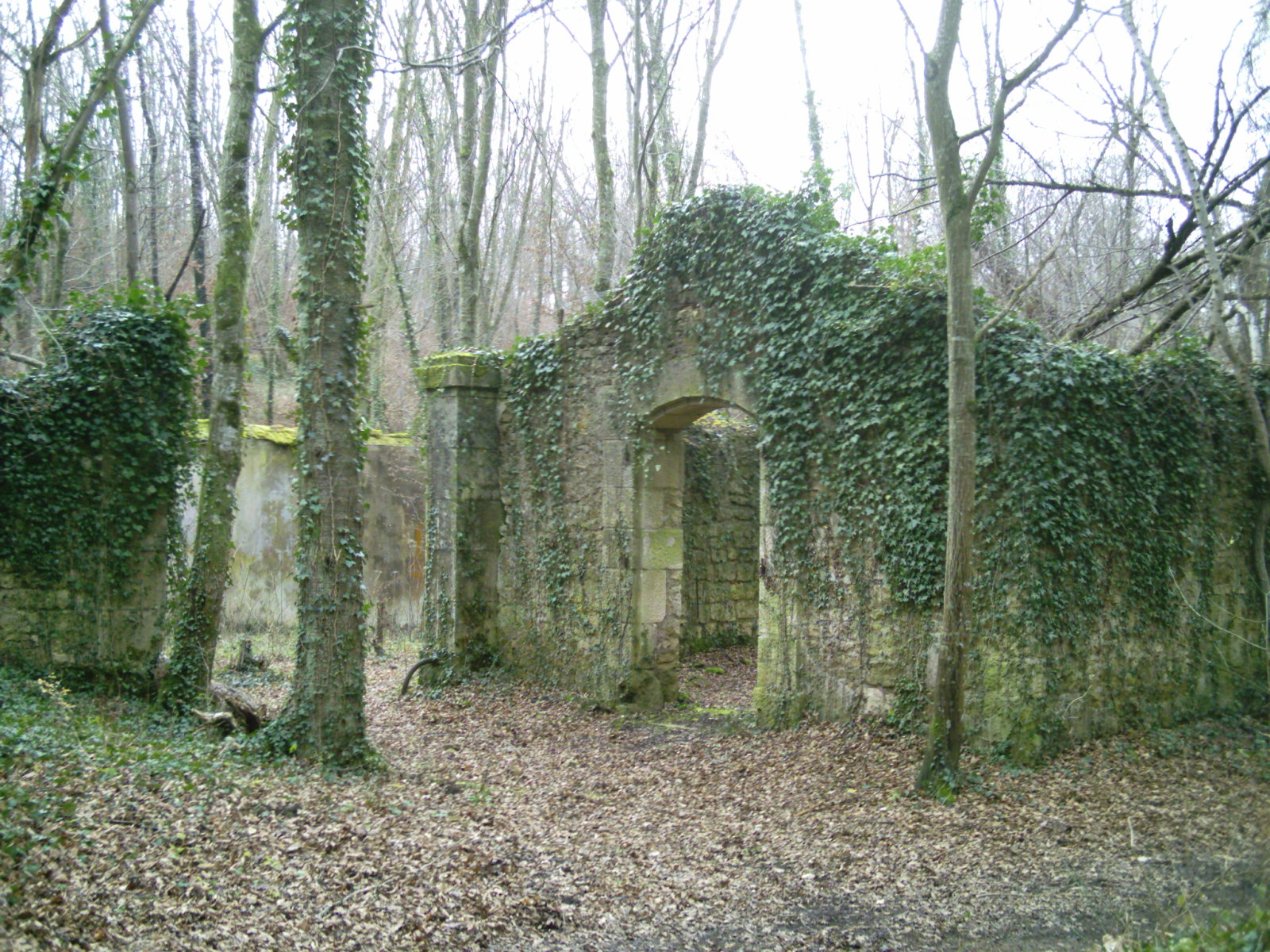
Bâtiments de surface du magasin à poudre

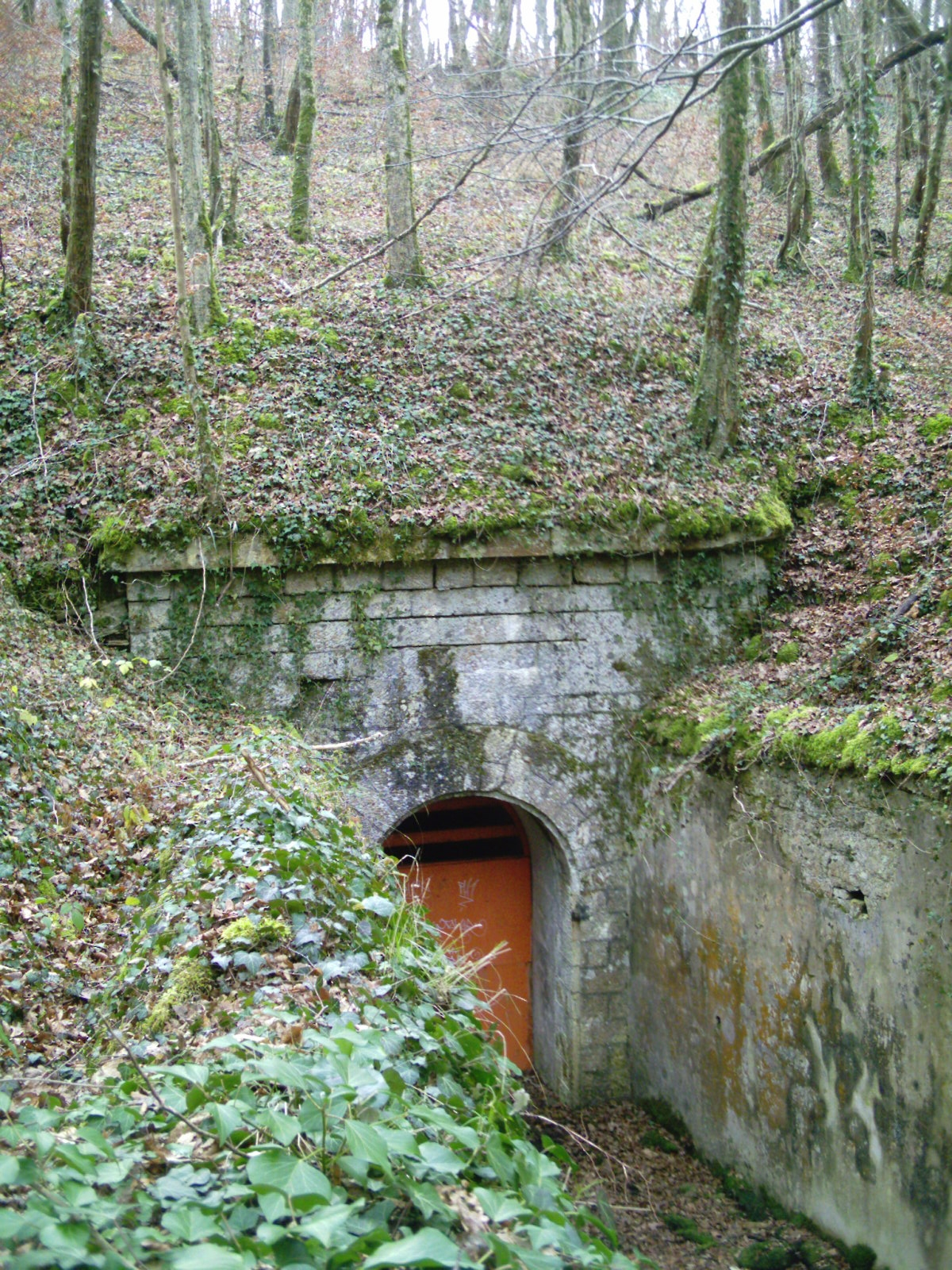
Accès aux magasins à poudre

Ce magasin à poudre était situé à 1 800 m au sud-ouest du fort (48° 39′ 00″ N, 5° 57′ 10″ E). Construit en 1890-1891, il était équipé d'un puits d'eau potable (aujourd'hui tari).
Aujourd'hui en ruines il abrite des chauves-souris : grand murin, oreillard et vespertilion à moustaches. La température et l'humidité stable des souterrains sont favorables à leur hibernation.
Il est ainsi devenu une réserve naturelle du programme LIFE et l'accès aux galeries a été clos pour assurer la tranquillité des animaux.

### Batteries de Bois sous roche
Un ensemble de six batteries était prévu le long de la voie menant du magasin à poudre jusqu'au fort (48° 39′ 16″ N, 5° 57′ 48″ E). Il semble que seules les quatre les plus à l'ouest aient été construites en 1888, totalisant actuellement 24 plateformes de pièces pour 120 ou 155 mm.
Une levée de terre, située à 100 m en arrière (au Nord), abrite les niches à munitions et permettait de dérober le chemin de fer à voie de 0,60 m aux vues directes.

### Un avant-poste: l'ouvrage du Fays
C'est une petite installation d'infanterie située à 1 000 m au nord du fort (48° 40′ 17″ N, 5° 58′ 34″ E). Construit par DUP du 23 août 1889, il est présumé avoir été légèrement modernisé entre 1907 et 1914.

### Ligne de chemin de fer
Un train à voie de 0,60 m système Péchot permettait de ravitailler le fort. On trouve encore aujourd'hui un wagon Péchot. De multiples traces de cette voie subsistent à proximité comme le talus de protection de la voie ferrée étroite.

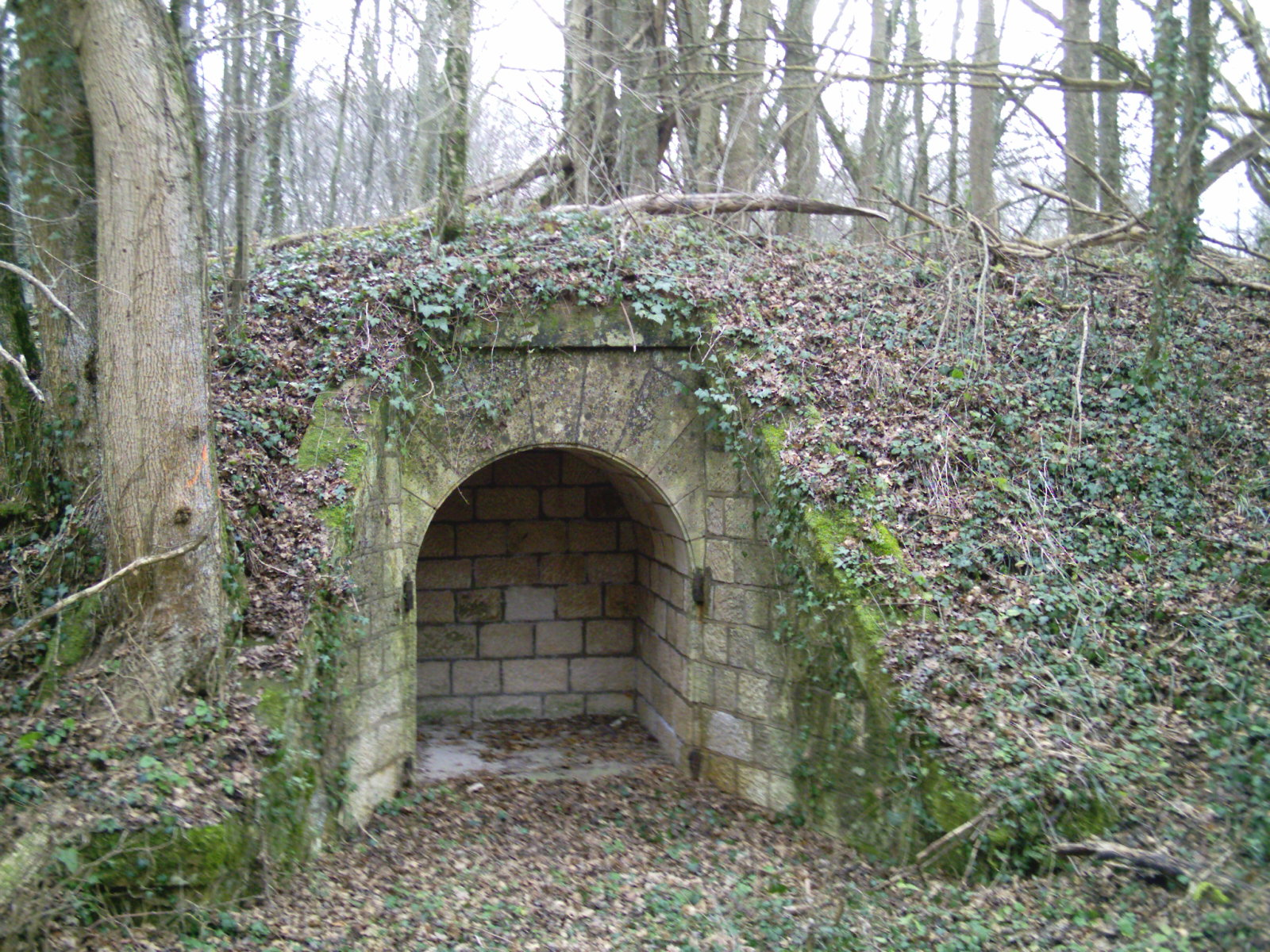
Magasin d'artillerie dans talus de protection de la voie de 0.60 m

La desserte du môle fortifié de Villey-le-Sec est effectuée entre 1889 et 1891. Des extensions sont réalisées en 1906 (redoute de Chaudeney) et 1913-1914 (ligne des affûts-trucks entre la route de Toul à Villey-le-Sec et Gondreville).
L'association a recréé une section de voie pour les visites touristiques : le chemin de fer touristique du fort de Villey-le-Sec.

### Autres ouvrages
Plus loin sur le plateau, on trouve aussi : la redoute de Dommartin (48° 39′ 56″ N, 5° 55′ 45″ E), la batterie de Dommartin (48° 39′ 56″ N, 5° 57′ 05″ E), l'ouvrage du Haut-des-Champs (48° 41′ 01″ N, 5° 58′ 11″ E), la batterie du Charmois (48° 40′ 27″ N, 5° 56′ 34″ E), le fort de Gondreville (48° 40′ 58″ N, 5° 56′ 21″ E).